# Боровой (Карелия)
Борово́й — посёлок в Калевальском национальном районе Карелии, административный центр и единственный населённый пункт Боровского сельского поселения.

## Общие сведения
Посёлок Боровой расположен на расстоянии 141 км от районного центра, на берегу реки Чирка-Кемь (притока реки Кемь). На его территории расположена железнодорожная станция Боровая. Имеется автозаправочная станция на западном выезде из посёлка.

## История
В 1959 году был основан Юшкозерский леспромхоз. В 15 км от деревни Юшкозеро были возведены строения будущего посёлка — центра нового леспромхоза. Для вывоза заготавливаемого здесь леса к Юшкозерскому леспромхозу в 1964 году была подведена железная дорога — Западно-Карельская магистраль.
Указом Президиума Верховного Совета Карельской АССР от 27 февраля 1964 года посёлок Юшкозерского леспромхоза, образовавшийся на 316 км Западно-Карельской железной дороги, получил наименование Боровой и был включён в состав Юшкозерского сельсовета Кемского промышленного района.
С 1966 года в составе Калевальского района.
До 1969 года посёлок входил в состав Юшкозерского сельсовета, а с 1 июля 1969 года выделен Боровской поселковый Совет.
С 1969 по 1991 годы считался посёлком городского типа.
Градообразующим предприятием для посёлка являлся Юшкозерский леспромхоз. В посёлке имелся механизированный нижний склад леспромхоза, оснащённый консольно-козловыми кранами, брёвно-растаскивателями, поточными линиями по разделке хлыстов, грейферными погрузчиками, имелся цех по выработке щепы.
В 2010 Юшкозерский леспромхоз был признан банкротом и предприятие закрылось.

## Население
| 1970  | 1979  | 1989  | 2002  | 2009  | 2010  | 2012  |
| ----- | ----- | ----- | ----- | ----- | ----- | ----- |
| 1953  | ↗2810 | ↗3060 | ↘2414 | ↘2282 | ↘1930 | ↘1841 |
| 2013  | 2014  | 2015  | 2016  | 2017  | 2018  | 2019  |
| ↘1771 | ↘1691 | ↘1638 | ↘1589 | ↘1523 | ↘1475 | ↘1419 |
| 2020  | 2021  | 2023  |       |       |       |       |
| ↘1392 | ↘1340 | ↘1312 |       |       |       |       |

## Памятники истории
Сохраняется могила партизана Михаила Оттовича Лазарева (1913—1942), погибшего в бою 29 сентября 1942 года и могила неизвестного советского воина.

## Образование, здравоохранение
Действует больница (на её базе работает отделение сестринского ухода).
Из учреждений образования и культуры здесь находятся: Боровская средняя школа (основана в 1965 году), детский сад, музыкальная школа, библиотека-музей, Дом культуры, филиал детской юношеской спортивной школы и детского дома творчества.
Из магазинов много маленьких, а ещё есть универсам «Магнит у дома».

## Религия
- Православный Храм Святой Троицы[25].
- Церковь Христиан Веры Евангельской основана в 1999 году[источник не указан 120 дней].